# Фасеточные глаза

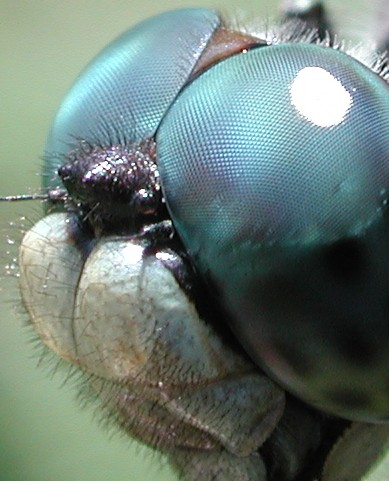
Фасеточные глаза стрекозы

Фасе́точные глаза́ (фр. facette — «грань»), или сложные глаза, — основной парный орган зрения насекомых, ракообразных и некоторых других членистоногих. Характерно цветовое зрение с восприятием ультрафиолетовых лучей и направления поляризации линейно-поляризованного света, при плохом различении мелких деталей, но хорошей способностью различать мелькания (мигания) света с частотой вплоть до 250—300 Гц (для человека предельная частота около 50 Гц).
Фасеточные глаза насекомых неподвижны, расположены по бокам головы и могут занимать почти всю её поверхность. Фасеточные глаза расположены на капсуле головы в глубоких впячиваниях кутикул, называемых глазными капсулами. Кольцо из кутикулы, охватывающее глаз извне, удерживает его на головной капсуле. У ракообразных они иногда сидят на подвижных выростах, именуемых стебельками. Наиболее изучены фасеточные глаза взрослых насекомых и их личинок с неполным превращением, у которых они сложены сотнями и даже тысячами фасеток.

## Строение
Фасеточные глаза состоят из особых структурных единиц — омматидиев, имеющих вид узких, сильно вытянутых конусов, сходящихся своими вершинами в глубине глаза, а своими основаниями образующих его сетчатую поверхность.
Каждый омматидий имеет очень ограниченный угол зрения и «видит» только тот крошечный участок находящегося перед глазами предмета, на который направлено продолжение оси данного омматидия; но так как омматидии тесно прилегают друг к другу, а при этом их оси расходятся лучеобразно, то сложный глаз охватывает предмет в целом, причём изображение предмета получается мозаичным (то есть составленным из множества отдельных кусочков) и прямым (а не перевёрнутым, как в глазу человека).

## Типы фасеточных глаз

Схема строения фасеточного глаза насекомого

В зависимости от анатомических особенностей омматидиев и их оптических свойств различают три типа фасеточных глаз: аппозиционные (фотопические), оптикосуперпозиционные и нейросуперпозиционные (называемые в совокупности скотопическими). У некоторых насекомых (богомолы, подёнки) одна часть глаза может быть построена по аппозиционному типу, а другая — по суперпозиционному.
В фасеточных глазах всех типов собственно светочувствительным элементом служат рабдомеры зрительных клеток, содержащие фотопигмент (обычно подобный родопсину). Поглощение фотопигментом квантов света — первое звено в цепи процессов, в результате которых зрительная клетка генерирует нервный сигнал.

### Аппозиционные (фотопические) фасеточные глаза
В аппозиционных фасеточных глазах, свойственных обычно дневным насекомым, смежные омматидии постоянно изолированы друг от друга непрозрачным пигментом и рецепторы воспринимают только свет, направление которого совпадает с осью данного омматидия.

### Оптикосуперпозиционные фасеточные глаза
В оптикосуперпозиционных фасеточных глазах, характерных для ночных и сумеречных насекомых и многих ракообразных, изоляция омматидиев переменная (вследствие способности пигмента перемещаться), и при недостатке света происходит наложение (суперпозиция) падающих под косым углом лучей, прошедших не сквозь одну, а сквозь несколько фасеток. Таким образом, при слабом освещении увеличивается чувствительность глаза.

### Нейросуперпозиционные фасеточные глаза
Для нейросуперпозиционных фасеточных глаз характерна суммация сигналов от зрительных клеток, находящихся в разных омматидиях, но получающих свет из одной и той же точки пространства.

## Разрешающая способность и цветовое восприятие

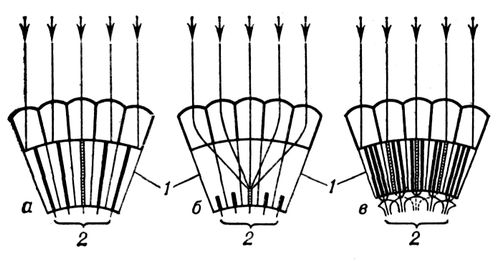
Схема возникновения сетчатого изображения в аппозиционных (а), оптикосуперпозиционных (б) и нейросуперпозиционных (в) фасеточных глазах: 1 — отдельные омматидии с единым или разобщённым светочувствительным элементом, сложенным рабдомерами; 2 — аксоны зрительных клеток. Заштрихованы те светочувствительные элементы, на которые попадают параллельно идущие лучи света (показаны стрелками).

Нервная проекция сетчатки на оптические ганглии мозга и, отчасти, особенности оптики фасеточных глаз таковы, что они обеспечивают анализ внешнего мира с точностью до растра омматидиев, а не отдельных зрительных клеток. Низкая угловая плотность омматидиев (их оптические оси расходятся под углами 1—6°) препятствует различению мелких деталей, однако малая инерционность в сочетании с высокой контрастной чувствительностью (1—5 %) фасеточных глаз позволяет некоторым насекомым различать мелькания (мигания) света с частотой вплоть до 250—300 Гц (для человека предельная частота около 50 Гц).
Фасеточные глаза обеспечивают многим беспозвоночным цветовое зрение с восприятием ультрафиолетовых лучей, а также анализ направления плоскости линейно-поляризованного света. Благодаря этому картина мира в глазу членистоногого, в частности насекомого, значительно отличается от видимой невооружённым глазом человека, поскольку, например, многие цветы имеют заметный лишь в невидимых человеку ультрафиолетовых лучах узор.